# Расулбеков, Гусейн Джумшудович
Гусейн Джумшудович Расулбеков (азерб. Hüseyn Cümşüd oğlu Rəsulbəyov; 26 июня 1917, Дербент, Российская империя — 17 сентября 1984, Баку, СССР) — советский и азербайджанский военный и государственный деятель, генерал-лейтенант артиллерии.

## Ранние годы
Родился 26 июня 1917 года в семье почтового служащего в Дербенте. По национальности — азербайджанец.
В 1932 году поступил в Политехникум путей сообщения на факультет сигнализа́ции, централиза́ции, блокиро́вки и связи (СЦБ) в городе Орджоникидзе, который окончил на «отлично», получив специальность «техник СЦБ и связи». Проработав некоторое время механиком дистанционной связи Северо-Кавказской железной дороге в Минеральных водах он был направлен в сентябре 1936 года на учебу в Ленинградский электротехнический институт инженеров сигнализации и связи  (ЛЭТИИСС).

## Начало военной карьеры
С октября 1938 года по май 1941 года слушатель Артиллерийской академии Красной Армии им. Дзержинского в Москве. По окончании академии в мае 1941 года был направлен в Приморскую группу войск в Одессу.

## Великая Отечественная война
Войну встретил в должности инженера по приборам 15-й бригады ПВО. Прослужил в этой должности до марта 1943 года. С марта 1943 по май 1945 года начальник артвооружения 2-й бригады ПВО Закавказского фронта.

## Послевоенные годы
С мая по октябрь 1945 года начальник артвооружения 99-й дивизии ПВО Закавказского фронта. С октября 1945 по февраль 1949 года начальник артвооружения 1-й дивизии Бакинской армии ПВО. С февраля 1949 по март 1950 года заместитель начальника вооружения Бакинского района ПВО.
С марта 1950 по сентябрь 1960 года начальник Управления артвооружения Бакинского округа ПВО. С сентября 1960 по февраль 1962 года генерал-майор инженерно-технической службы Г. Расулбеков главный инженер-заместитель командующего зенитно-ракетными войсками Бакинского округа ПВО. С февраля 1962 по январь 1966 года заместитель командующего зенитно-ракетными войсками Бакинского округа ПВО.
С января 1966 по август 1975 года командующий зенитно-ракетными войсками Бакинского округа ПВО. Постановлением Совета Министров СССР от 19 февраля 1968 года Г. Расулбекову было присвоено звание генерал-лейтенанта артиллерии.
Из воспоминаний бывшего командующего войсками Бакинского округа ПВО, генерал-полковника Фёдора Акимовича Олифирова:
Случается порой, что даже большие руководители — люди не инициативные, хотя это им вроде по должности положено. А вот Гусейн Джумшудович никогда не дожидался указаний, каких-либо напоминаний. Сам всегда проявлял инициативу, да так загорался, что уже вокруг устоять не могли. Большая заслуга его, как командующего зенитно-ракетными войсками, в том, что он был просто талантливый инженер, мастер в войсках ПВО страны.
С июня 1962 по май 1963 года и с июня по август 1967 года по заданию советского правительства, генерал Г. Д. Расулбеков во главе группы специалистов зенитно-ракетных войск Бакинского округа ПВО находился в служебной командировке в Арабской Республике Египет, и оказывал помощь в создании системы ПВО страны.
Прослужив в Советской Армии 37 лет, генерал Расулбеков 28 июля 1975 года был уволен с воинской службы в запас.
В том же, 1975 году, Гусейн Джумшудович Расулбеков был назначен министром связи Азербайджанской ССР. На этом ответственном посту он проработал до конца своей жизни.
Умер 17 сентября 1984 года в Баку.

## Награды
Был награждён орденами Ленина, Отечественной войны II степени, Красной Звезды, Трудового Красного Знамени и 14 медалями, в том числе «За боевые заслуги», «За оборону Одессы», «За оборону Кавказа», «За безупречную службу» I степени и другими.
Указом Президиума Верховного Совета Азербайджанской ССР от 28 июля 1966 года ему было присвоено почётное звание Заслуженный инженер Азербайджанской ССР.

## Намять
Решением Исполнительного комитета Дербентского городского совета народных депутатов Дагестанской АССР от 23 апреля 1985 года один из проспектов города был назван именем генерала Гусейна Расулбекова.
Постановлением Совета Министров Азербайджанской ССР от 15 мая 1985 года имя генерал-лейтенанта Г. Д. Расулбекова было присвоено Бакинскому электротехникуму связи.
Распоряжением главы Исполнительной власти города Баку от 26 июня 2017 года новая улица города названа именем генерала Гусейна Расулбекова.

Мемориальная доска на стене дома в Баку, в котором жил Гусейн Расулбеков
Могила Гусейна Расулбекова на Аллее почётного захоронения в Баку
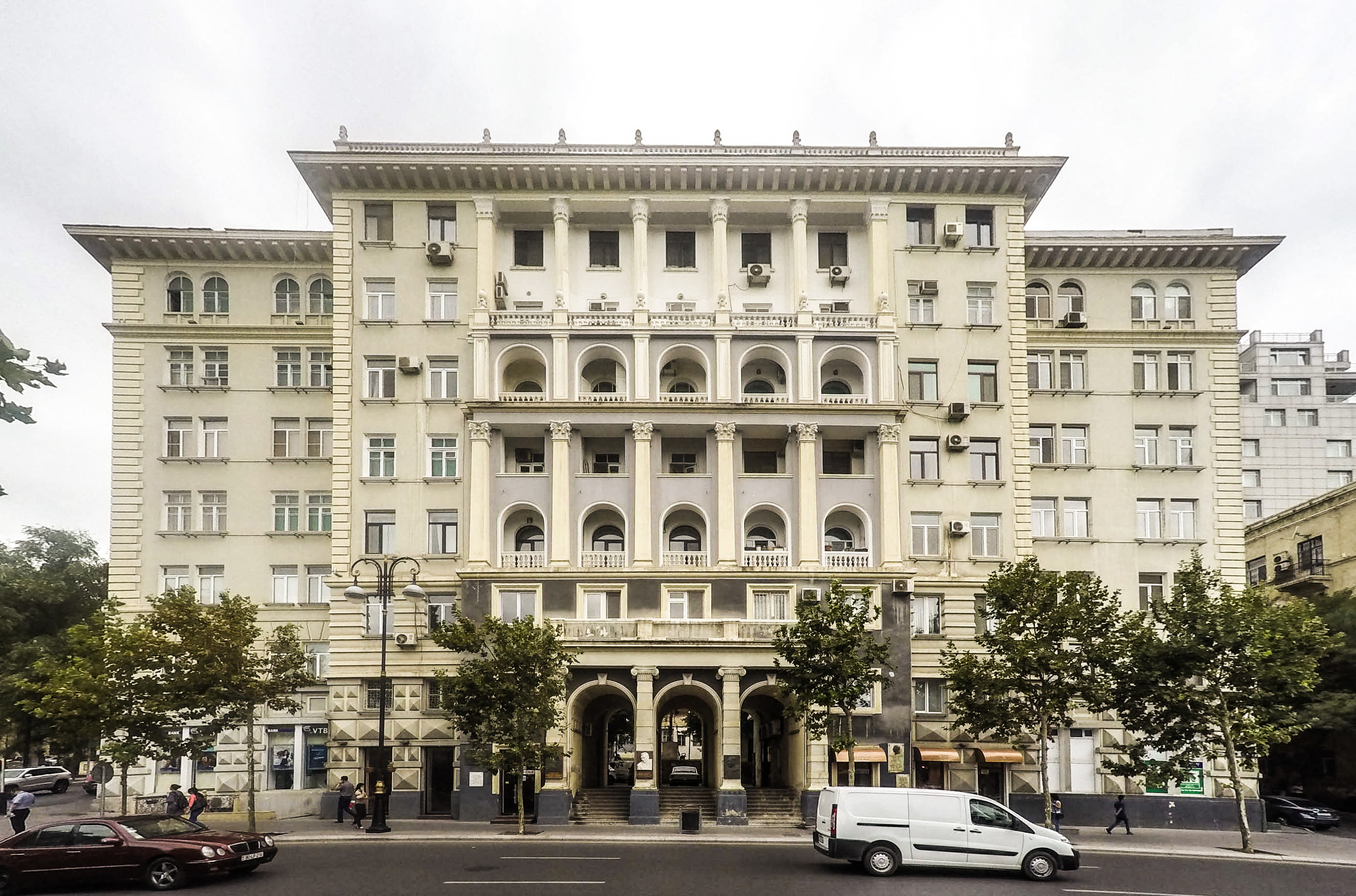
Дом «Монолит» в Баку, в котором жил Г. Д. Расулбеков
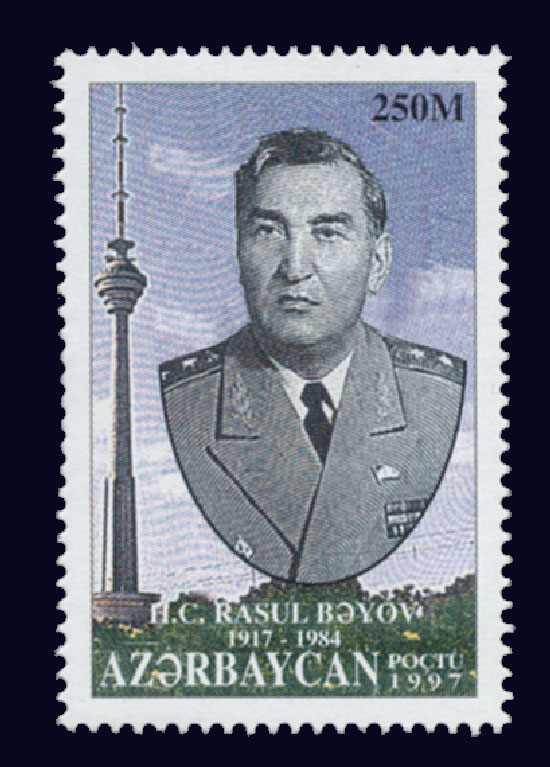
Марка Азербайджана посвященная 80-летию со дня рождения Г. Расулбекова